# Teatre romà d'Arle
El Teatre romà d'Arle fou construït a la fi del segle i aC, just després de la fundació de la colònia romana, a la població d'Arle (Provença). La construcció va començar vers els anys 40/30 i es va acabar l'any 12. Va ser un dels primers teatres de pedra del món romà. La càvea feia un diàmetre de 102 metres i podia acollir fins a 10.000 espectadors, asseguts en 33 rengleres de grades.

## Descripció
El teatre constava de tres parts: la cavea, un espai semicircular per a l'espectador, l'escenari on jugaven els actors i la paret que servia de decoració i punt de clausura del monument.
La cavea, amb un diàmetre de 102 metres, podia allotjar uns deu mil espectadors asseguts en 33 fileres. A Arles, el teatre contenia la meitat d'espectadors com a les arenas i el circ. Els espectadors es dividien per la pertinença social: el poble a dalt i el cavallers i els nobles en els nivells inferiors de l'orquestra.
Segons la llegenda hagiogràfica, el bisbe catòlic Hilari al segle v, en la lluita contra l'anomenat «paganisme», la luxúria, el teatre, els actors i l'art pagà, hauria ordenat el clerge Ciril a destruir-lo i reutilitzar les pedres per a construir l'església de Sant Tròfim. Ciril hauria hagut de destruir tots es ídols per a evitar que el poble no tornés a l'antiga religió. Tot i que la lluita de l'aleshores jove església contra la cultura antiga i sobretot contra el teatre és documentada, a l'època d'Hilari, el teatre ja era en ruïnes, després d'un gros incendi i pillatge durant la invasió dels germànics a l'any 260. Després, la gent d'Arle, va fer servir les pedres del teatre per a reparar les cases i reforçar les muralles. Tot i això, Ciril va recuperar marbres de les ruines del teatre per a reconstruir i eixamplar la primera basílica, que els visigots havien incendiat.

## Estat actual
Del teatre només en queden alguns vestigis visibles. L'orquestra conserva al centre la marca del segell de l'altar als cignes i l'emblema d'August dedicada a Apolo. Finalment, queden, soles i misterioses, dues columnes, diuen «les dues vídues», del centenar que decoraven el mur d'escenografia.
L'estàtua coneguda com a Venus d'Arle, va ser trobada al segle xvii al recinte del teatre. És una còpia romana de l'Afrodita de Tèspies de Praxíteles. Es conserva al Museu del Louvre en la sala dedicada a la Venus de Milo.